# 洛斯罗普·斯托达德
洛斯罗普·斯托达德（英语：Theodore Lothrop Stoddard，1882年6月29日—1950年5月1日）是一位美国的历史学家、记者、种族人类学家、优生学家、政治理论家、反对移民者。一生中写了许多书，被历史学家称为20世纪早期科学种族主义的典型。
他寫作了《有色人種與世界最優白人對立的上升趨勢》。